# لالیسا (آلبوم تک‌آهنگ)
لالیسا (به انگلیسی: Lalisa) آلبوم تک‌آهنگ آغازین توسط رپر و خواننده تایلندی لیسا از گروه دخترانه کره جنوبی بلک‌پینک می‌باشد. این آلبوم در ۱۰ سپتامبر سال ۲۰۲۱ از سوی وای‌جی انترتینمنت و اینترسکوپ رکوردز منتشر شد.

## فهرست ترانه‌های
| فهرست ترانه‌های «لالیسا» | فهرست ترانه‌های «لالیسا» | فهرست ترانه‌های «لالیسا» | فهرست ترانه‌های «لالیسا» | فهرست ترانه‌های «لالیسا» | فهرست ترانه‌های «لالیسا» |
| شماره                   | نام                     | سراینده                 | آهنگساز                 | تنظیم                   | مدت                     |
| ----------------------- | ----------------------- | ----------------------- | ----------------------- | ----------------------- | ----------------------- |
| ۱.                      | «لالیسا»                | تدی بکوه بوم            | ۲۴ بکوه بوم تدی         | ۲۴                      | ۳:۲۰                    |
| ۲.                      | «پول»                   | بکوه بوم وینس           | ۲۴ بوم آر. تی وینس      | ۲۴ آر. تی               | ۲:۴۸                    |
| مجموع مدت:              | مجموع مدت:              | مجموع مدت:              | مجموع مدت:              | مجموع مدت:              | ۶:۰۸                    |

| لالیسا – نسخه سی‌دی (آهنگ‌های جایزه) | لالیسا – نسخه سی‌دی (آهنگ‌های جایزه) | لالیسا – نسخه سی‌دی (آهنگ‌های جایزه) | لالیسا – نسخه سی‌دی (آهنگ‌های جایزه) | لالیسا – نسخه سی‌دی (آهنگ‌های جایزه) |
| شماره                              | نام                                | آهنگساز                            | تنظیم                              | مدت                                |
| ---------------------------------- | ---------------------------------- | ---------------------------------- | ---------------------------------- | ---------------------------------- |
| ۳.                                 | «لالیسا» (بی‌کلام)                  | ۲۴ بوم تدی                         | ۲۴                                 | ۳:۲۰                               |
| ۴.                                 | «پول» (بی‌کلام)                     | ۲۴ بوم آر. تی وینس                 | ۲۴ آر. تی                          | ۲:۴۸                               |
| مجموع مدت:                         | مجموع مدت:                         | مجموع مدت:                         | مجموع مدت:                         | ۱۲:۱۶                              |

نوشته‌ها
- تمامی ترانه‌ها اینگونه در رسانه‌ها نوشته می‌شوند.